# Tufão Man-yi (2007)
O tufão Man-yi (designação internacional: 0704; designação do JTWC: 04W; designação filipina: Bebeng) foi o quinto ciclone tropical e o terceiro tufão da temporada de tufões no Pacífico de 2007. Ao longo de seu caminho, Man-yi afetou Guam, Yap e Japão.

## História meteorológica

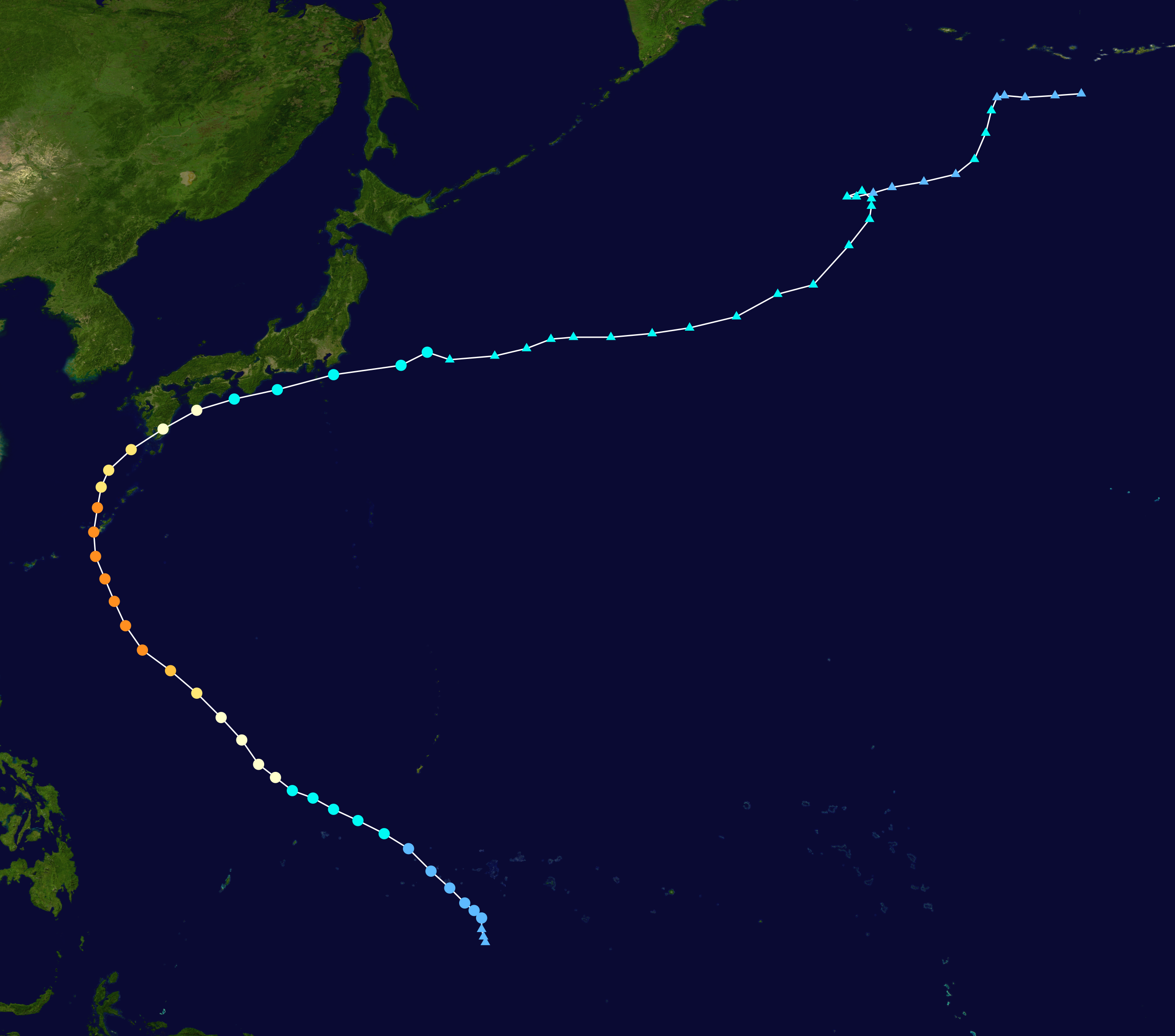
O caminho de Man-yi

O Joint Typhoon Warning Center (JTWC) começou a seguir uma perturbação tropical logo ao norte da linha do Equador em 4 de julho. A circulação de ar central e a convecção de ar em torno do sistema começou a tomar forma, embora o sistema estivesse num "ambiente de altos níveis desfavorável" com ventos de cisalhamento moderados. A pressão atmosférica de superfície no centro do sistema diminuiu menos que 0,5 mbar em 6 de julho assim que o sistema movia-se para oeste.
Na manhã de 7 de julho, a Agência Meteorológica do Japão (AMJ) listou o sistema como depressão tropical fraca. Horas depois, o Joint Typhoon Warning Center (JTWC) emitiu um alerta de formação de ciclone tropical assim que o sistema se consolidou mais, com bandas de convecção profundas e a melhora das condições de altos níveis.
O JTWC emitiu seu primeiro aviso sobre a depressão tropical 04W no final daquele dia, e foi previsto uma intensificação gradual assim que ventos de cisalhamento e pouca corrente de ar em direção ao norte contrabalançaram os efeitos da grande quantidade de calor na superfície do oceano. A AMJ começou a emitir regularmente avisos sobre a depressão ao mesmo tempo. Assim que a depressão organizou-se, foi classificado como uma tempestade tropical naquela noite pelo JTWC. A AMJ também classificou o sistema como tempestade tropical no final daquela noite assim que o grande sistema consolidou-se ainda mais, nomeando-o de Man-yi. O nome Man-yi foi dado por Hong Kong e refere-se a um estreito, que depois da construção de uma barragem, parte do mar tornou-se um reservatório cobrindo este estreito. Man-yi continuou a se organizar e tornou-se uma tempestade tropical severa em 9 de julho.
O JTWC classificou a tempestade como um tufão na tarde de 10 de julho, baseada em imagens de satélite e na técnica Dvorak, que sugeriram ventos constantes de 120 km/h. Na madrugada do dia seguinte, a tempestade entrou na área de responsabilidade da Filipinas e foi nomeada "bebeng" pela Administração de Serviços Atmosféricos, Geofísicos e Astronômicos das Filipinas (PAGASA). Ao mesmo tempo, a AMJ classificou a tempestade como um tufão.
Movendo-se sobre águas mornas, Man-yi sofreu rápida intensificação no final de 11 de julho e na madrugada de 12 de junho assim que rumava em direção a Okinawa, Japão. Man-yi foi classificado como super tufão assim que passou sobre a prefeitura de Okinawa. O olho de Man-yi atingiu brevemente Kagoshima, Kyushu, e na madrugada seguinte, Man-yi seguiu para leste, atingindo Kochi, Shikoku, e Wakayama, Honshu. Assim que o tufão interagiu com o terreno montanhoso do Japão e começou a sofrer transição extratropical, Man-yi foi classificado como uma tempestade tropical pelo JTWC e uma tempestade tropical severa pela AMJ. Man-yi tornou-se extratropical em 15 de julho de acordo com o JTWC, que emitiu seu último aviso sobre o sistema. A AMJ também emitiu seu aviso final dois dias depois.
Em análises pós-tempestade, o JTWC diminuiu o pico de intensidade para ventos máximos sustentados de 230 km/h. Sendo assim, Yutu deixou de ser um super tufão e foi desclassificado para um simples tufão

## Preparativos
Avisos de tempestade tropical e alertas de tufão foram postos em prática para a maior parte de Yap. As Forças Armadas dos Estados Unidos elevou o grau de condição de preparação de ciclone tropical (TCCOR) para a região de Kanto, para Yokosuka, Sasebo e Okinawa na tarde de 12 de julho assim que Man-yi aproximava-se das ilhas. O nível de TCCOR para Okinawa foi diminuído para 1R (restabelecimento) em 13 de julho enquanto que em Kanto, Yokosuka e Sasebo, os níveis de TCCOR foram todos aumentados com a iminente chegada do tufão. Mais de 10.000 pessoas tiveram que ser retiradas de áreas em todo o Japão.

## Impactos
A passagem de Man-yi causou a interrupção do fornecimento de energia elétrica em áreas dispersas de Guam. As ondas fortes geradas por Man-yi naufragaram um navio a 375 milhas a nordeste de Guam, matando três e deixando outras seis desaparecidas. Posteriormente, Man-yi atingiu as ilhas Okinawa, com ventos de 200 km/h. Por lá, o tufão deixou três mortos: dois idosos e uma criança afogaram-se em incidentes distintos. Os ventos chegaram a 202 km/h na cidade de Naha, Okinawa. Mais de 324 vôos com origem ou destino em Okinawa tiveram que ser suspensos. As fortes chuvas provocaram enchentes, inundando casas, estradas e ferrovias. Man-yi causou interrupção de energia elétrica em áreas dispersas nas ilhas. Em Nagoya, na região de Honshu, uma pessoa desapareceu. No sul do Japão, a passagem do tufão deixou pelo menos 73 feridos e 700 casas foram inundadas, obrigando dezenas de milhares a deixarem suas residências. Em Kagoshima, na ilha de Kyushu, outras duas pessoas morreram.